# The Sentinel (jeu vidéo)
Pour les articles homonymes, voir The Sentinel.
The Sentinel est un jeu de puzzle sur ordinateur, développé par Geoff Crammond en 1986 et publié par Firebird Software.

## Présentation

### Description
Le principe du jeu — et son traitement — est assez unique : dans un environnement en vue subjective se déroulant dans des paysages surréalistes en forme d'échiquiers vallonnés, le joueur incarne un « synthoïde », un robot qui doit se téléporter de case en case, en partant du plus bas, afin d'absorber la « Sentinelle » qui trône sur la plus haute case.
La Sentinelle, quant à elle, tourne petit à petit sur elle-même et peut absorber l'énergie du joueur si elle aperçoit la case sur laquelle il se tient.

### Mécanismes
Le mécanisme principal du jeu tient au fait que le joueur ne peut pas se déplacer par lui-même dans le niveau : il lui est seulement possible de tourner sur lui-même, d'absorber l'énergie des objets qu'il aperçoit et de créer certains objets, dont des copies de lui-même, sur un autre case. Le seul moyen de bouger à travers le niveau est de transporter la conscience du joueur d'un synthoïde à un autre.
Le joueur peut créer des « rochers », des sortes de piédestaux sur lesquels il lui est possible de créer un autre synthoïde (ou un deuxième piédestal), lui permettant ainsi de s'élever et de distinguer une portion plus grande du niveau.
De façon générale, le joueur ne peut absorber l'énergie d'un objet que s'il distingue depuis sa situation une partie de la case sur laquelle cet objet est situé. De même, il ne peut créer un objet que sur une case qu'il voit. S'élever à travers le niveau est donc fondamental, car cela lui permet d'accroître le nombre de cases qu'il perçoit.
Des arbres sont disposés de façon aléatoire à travers le niveau et permettent au joueur d’accroître son énergie d'une unité. Créer un rocher requiert deux unités d'énergie. Créer un synthoïde, trois. Le joueur débutant avec 5 unités, il lui est donc nécessaire d'absorber des arbres, ainsi que les rochers ou synthoïdes qu'il a pu créer avant de se déplacer. Il lui est également possible de se téléporter aléatoirement dans le niveau (à une altitude égale ou inférieure, cependant), mais cela lui coûte trois unités d'énergie.
Sur la plus haute case se situe la Sentinelle, elle-même placée sur un piédestal. Le but du joueur est d'arriver suffisamment haut pour voir ce piédestal, absorber la Sentinelle, créer un synthoïde à sa place et s'y transporter.
De son côté, la Sentinelle est capable d'absorber petit à petit l'énergie du joueur si elle distingue la case sur lequel celui-ci est situé. Si son énergie tombe à zéro, la partie est terminée. Si elle n'aperçoit pas le joueur, la Sentinelle tourne sur elle-même.
Si la Sentinelle voit une partie du joueur, mais pas la case sur laquelle il se tient, il lui est possible de transformer un arbre proche en « Meanie », une créature qui tourne rapidement sur elle-même et force la téléportation du joueur (et la perte de trois unités d'énergie) si elle a sa case dans son champ de vision. Si après un tour complet la Meanie n'a pas aperçu cette case, elle se retransforme en arbre et la Sentinelle reprend sa rotation.
Dans des niveaux supérieurs, la Sentinelle peut être aidée par une ou plusieurs « Sentries ». Une Sentry se comporte de la même façon que la Sentinelle, mais elle est située directement sur une case plus basse. Un niveau peut comporter plusieurs Sentries, mais les absorber toutes n'est pas une condition nécessaire pour le terminer.
La rotation de la Sentinelle est lente et prévisible. En revanche, la présence de Sentries peut rendre difficile l'évaluation de la sûreté d'une case, et elles ne tournent pas forcément dans le même sens que la Sentinelle. Lorsque la Sentinelle ou une Sentry perçoit une source d'énergie (rocher ou synthoïde), elle s'arrête de tourner le temps de l'absorber, une unité d'énergie à la fois. Afin de maintenir un total d'énergie constant dans le niveau, un arbre est créé aléatoirement pour chaque unité absorbée.

### Technique
The Sentinel fut l'un des tout premiers jeux vidéo à proposer au joueur un environnement entièrement en 3D faces pleines avec un ombrage plat sur des ordinateurs personnels, y compris des plates-formes très basiques. Pour parvenir à cela, le jeu tire parti du fait que le robot incarné par un joueur se tient immobile en un même endroit : le paysage n'est en fait pas tracé en temps-réel mais calculé au début de chaque partie et à chaque fois que le joueur se transfère d'un robot à un autre. Lorsque le joueur effectue cette action, le jeu se place temporairement en pause, le temps que le processeur calcule une nouvelle vue à partir du nouvel emplacement. Ensuite, lorsque le joueur regarde dans toutes les directions, un simple scrolling est réalisé sur cette vue. Les objets (arbres, rochers, sentinel, etc.) sont ensuite tracés par-dessus cette image de fond.
Les 10 000 paysages différents du jeu ne peuvent pas être stockés individuellement dans la mémoire d'ordinateurs de cette génération. Ils sont en fait générés à la volée par un algorithme, probablement à partir de leur numéro.

## Plates-formes
The Sentinel fut initialement développé pour le BBC Micro. Il fut par la suite porté sur Commodore 64, ZX Spectrum, Amstrad CPC, Atari ST, Amiga et PC.
Le jeu tournait raisonnablement vite sur les ordinateurs 16 bits, mais était notoirement lent sur les machines 8 bits (il fonctionnait par exemple à 0,3 image par seconde sur Commodore 64).

## Dérivés
En 1998, une suite, Sentinel Returns, fut publiée pour PC et PlayStation. Deux clones gratuits sont également disponibles pour PC, Sentry et Zenith.
Par ailleurs, le magazine italien The Games Machine publia en 1995 un article sur une suite appelée Monolith, mais il s'agissait d'un poisson d'avril, preuve du statut vaguement culte du jeu, 9 ans après sa première publication.